# João Davi Ferreira Lima
João Davi Ferreira Lima (Tubarão, 1910 — Florianópolis, 2001) foi um advogado,  professor universitário e reitor brasileiro.

## Biografia
Filho de Joaquim Davi Ferreira Lima e Carolina Collaço Cabral de Lima, a qual era filha de João Cabral de Melo e de Minervina Collaço (sendo esta, filha do Coronel João Luís Collaço).

## Carreira
Formou-se em Ciências Jurídicas e Sociais pela Universidade Federal do Rio de Janeiro.
Em 1941, foi designado para o cargo de Procurador Fiscal do Estado de Santa Catarina.
Durante os anos 1945-1947, foi membro do conselho e da comissão de disciplina da Ordem dos Advogados de Santa Catarina.
Nas eleições de 1950, foi suplente para a candidatura de Nereu Ramos.
Ainda na década de 50, participou da fundação da primeira empresa de aviação comercial de Santa Catarina (a TAC, Tansportes Aéreos Catarinense) junto de Luiz Fiuza Lima e Sidney Nocetti.
Fundada em 1932, a Faculdade de Direito de Santa Catarina contou com grandes nomes da sociedade catarinense em seus quadros de docentes, entre os quais se encontraram José Artur Boiteux (fundador da referida faculdade), Henrique Fontes, João Bayer Filho e o próprio João Davi Ferreira Lima. Nos anos que antecederam a fundação da UFSC, a futura instituição era defendida por duas vertentes, uma idealizava a criação de uma instituição estadual, enquanto a segunda lutava para colocação em nível federal.
O Professor Ferreira Lima foi um dos representante da vertente que idealizava a criação de uma intituição federal. Ele foi, portanto, um dos fundadores da Universidade Federal de Santa Catarina, em 1960, tendo sido também o seu primeiro reitor (1961 - 1972). Neste ofício, teve como vice-reitores os senhores Luiz Osvaldo D’Acâmpora (a partir de 1962) e Roberto Mündel de Lacerda (a partir de 1968).

## Representação na cultura
- Medalha Professor João Davi Ferreira Lima (Resolução nº 750/2001) é concedida anualmente pela Câmara de Florianópolis;[9]
- O nome oficial do Parque Ecológico do Córrego Grande é Parque Ecológico Municipal Prof. João Davi Ferreira Lima;

## Relação com a ditadura militar

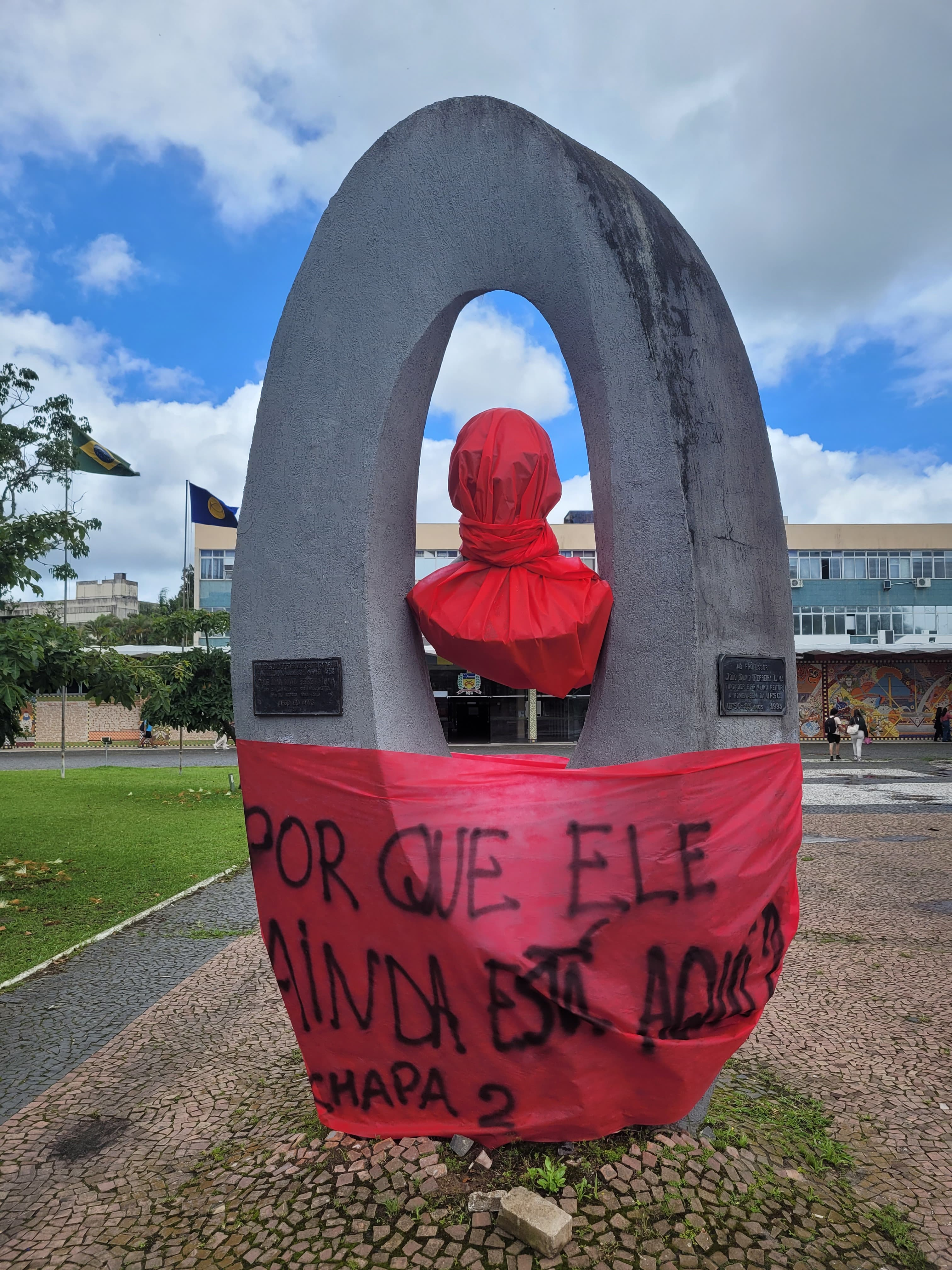
Busto de João Davi Ferreira Lima na UFSC coberto com tecidos em protesto contra sua conduta como reitor da universidade durante a Ditadura Militar

Durante o período da Ditadura Militar no Brasil, João Davi Ferreira Lima desempenhou um papel controverso como reitor da Universidade Federal de Santa Catarina (UFSC). Em meio ao contexto de repressão e autoritarismo, sua gestão na universidade foi marcada por decisões que levantaram questionamentos sobre seu posicionamento em relação ao regime militar. Ferreira Lima adotou uma postura alinhada aos interesses do governo militar, respaldando ideologicamente a perseguição e a denúncia de estudantes, professores e servidores considerados subversivos. Sua gestão foi marcada por medidas autoritárias, como a cassação de mandatos estudantis e a instauração de uma Comissão de Inquérito para atender às demandas do Ato Institucional N.º 1 (AI-1), que suspendeu garantias constitucionais e legais.
Além disso, a administração de Ferreira Lima na UFSC colaborou ativamente com os órgãos de repressão, como a Assessoria Especial de Segurança e Informações (AESI), responsável por colher informações e realizar vigilância sobre professores, estudantes e servidores considerados "perigosos" para o regime. Essa colaboração se estendeu mesmo após o fim oficial da ditadura, com relatórios sendo enviados às autoridades militares até 1992.
A atuação de João Davi Ferreira Lima durante a Ditadura Militar na UFSC permanece como objeto de investigação e reflexão, destacando-se a importância de compreender o papel desempenhado por diferentes atores políticos em um período marcado por arbitrariedades e violações dos direitos humanos, e sendo objeto de investigação pela Comissão Memória e Verdade (CMV-UFSC), criada pelo Conselho Universitário, dando continuidade aos trabalhos da Comissão Nacional da Verdade (CNV), em dezembro de 2014, que utilizou-se de depoimentos e de fontes primárias para realizar a investigação.

Em 17 de junho de 2025, o Conselho Universitário da UFSC votou pela retirada da homenagem de Ferreira Lima no nome do campus sede, após quatro sessões do Conselho. A discussão, que contou com participação de membros da família Ferreira Lima, de familiares de estudantes e professores perseguidos durante a gestão do ex-reitor e de historiadores e membros da Comissão da Memória e Verdade da UFSC, centrou-se na atuação de João Davi Ferreira Lima durante a ditadura militar brasileira. 